# Hagar, a tulok
A Hagar, a tulok egy képsor, melynek megalkotója Dik Browne. Első megjelenése 1973-ban volt és azóta 58 országban, 1900 újságban jelenik meg 13 nyelven. A képsor Magyarországon 1994-től 4 éven át az Adoc Semic kiadásában megjelent Tiszta Dili című képregény-magazinban jelent meg az 1990-es években. Dik 1988-ban visszavonult de később fia, Chris Browne folytatta a képregényt, az új Hagar képregény pedig 2006 augusztusától egy ideig a Garfield magazinban szerepelt.

## Szereplők
- Hagar
- Helga
- Honi
- Hamlet
- Mázlis Eddie
- Rolf